# Каменский сельсовет (Витебская область)
Каменский сельсовет (бел. Каменскі сельсавет) — административная единица на территории Лепельского района Витебской области Республики Беларусь. Административный центр — агрогородок Камень.

## География
Озёра: Неколочь и др.

## Состав

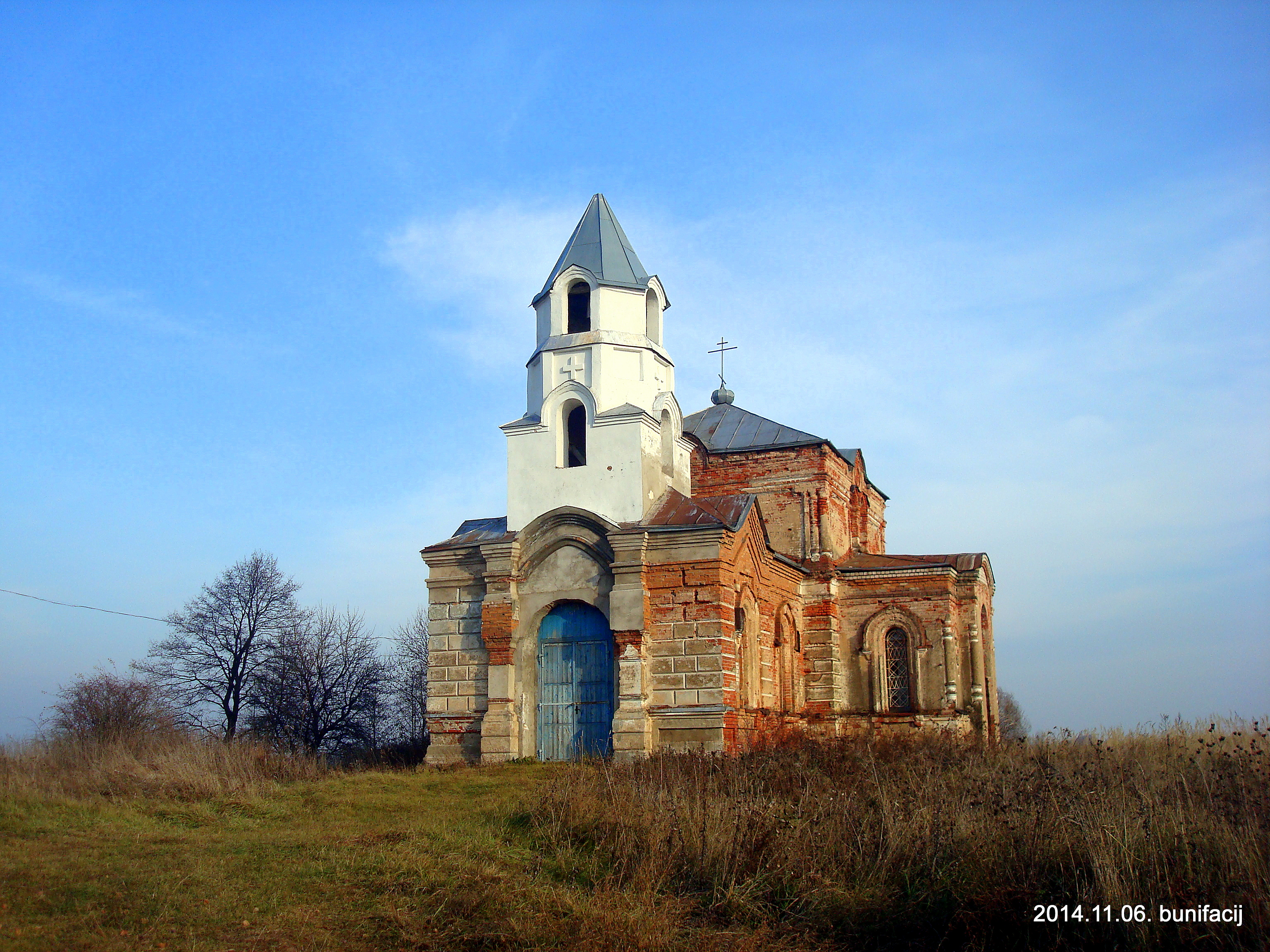
Свято-Николаевская церковь (1886) в д. Макаровщина

Каменский сельсовет включает 31 населённый пункт: 
- Авласово — деревня.
- Бабча — деревня.
- Болотники — деревня.
- Бор — деревня.
- Боровка 2-я — деревня.
- Губино — деревня.
- Двор Бабча — деревня.
- Двор Поречье — деревня.
- Двор Чересово — деревня.
- Заборовье — деревня.
- Задоры — деревня.
- Кабак — деревня.
- Камень — агрогородок.
- Котовщина — деревня.
- Курмелевка — деревня.
- Ладосно — деревня.
- Макаровщина — деревня.
- Морозова Слободка — деревня.
- Мягели — деревня.
- Островно — деревня.
- Пески — деревня.
- Плиговки — деревня.
- Поземщина — деревня.
- Поречье — деревня.
- Слободка 2-я — деревня.
- Староселье — деревня.
- Улитинки — деревня.
- Усовики — деревня.
- Черейщина — агрогородок.
- Чересово — деревня.
- Шалофаны — деревня.